# Johnny Martino
John („Johnny”) Martino (n. 5 mai 1937, New York City, New York, SUA) este un actor și cântăreț american.